# Tradescantia pallida

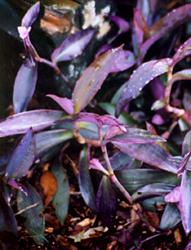
Vista de la planta

Tradescantia pallida és una espècie de planta. És planta nadiua del litoral del golf de Mèxic. Edward Palmer li va donar el seu nom científic quan la va trobar prop de Ciudad Victoria, Tamaulipas, el 1907.
T. pallida és una planta perenne de fulla persistent, si bé les glaçades eliminen la part aèria, la planta torna a rebrotar per les arrels.
És una planta ornamental amb nombrosos cultivars i el "Purpurea" va guanyar el premi de la Royal Horticultural Society, Award of Garden Merit.

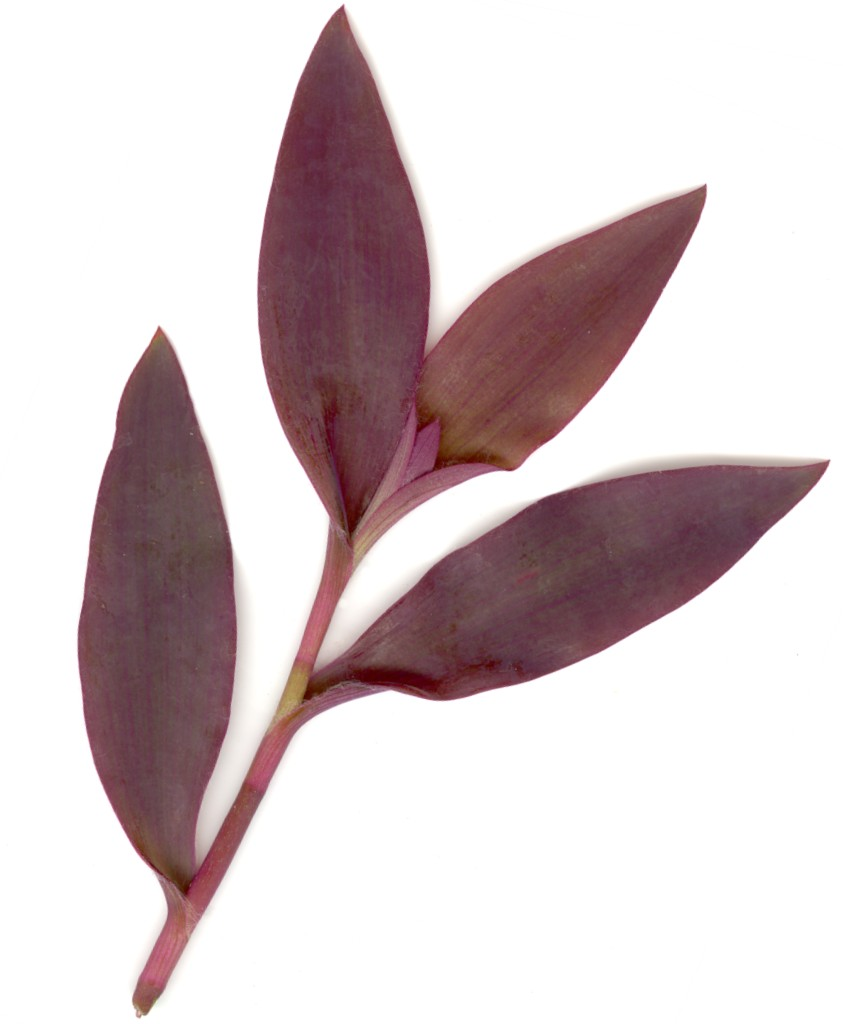
T. pallida fulles, cara superior
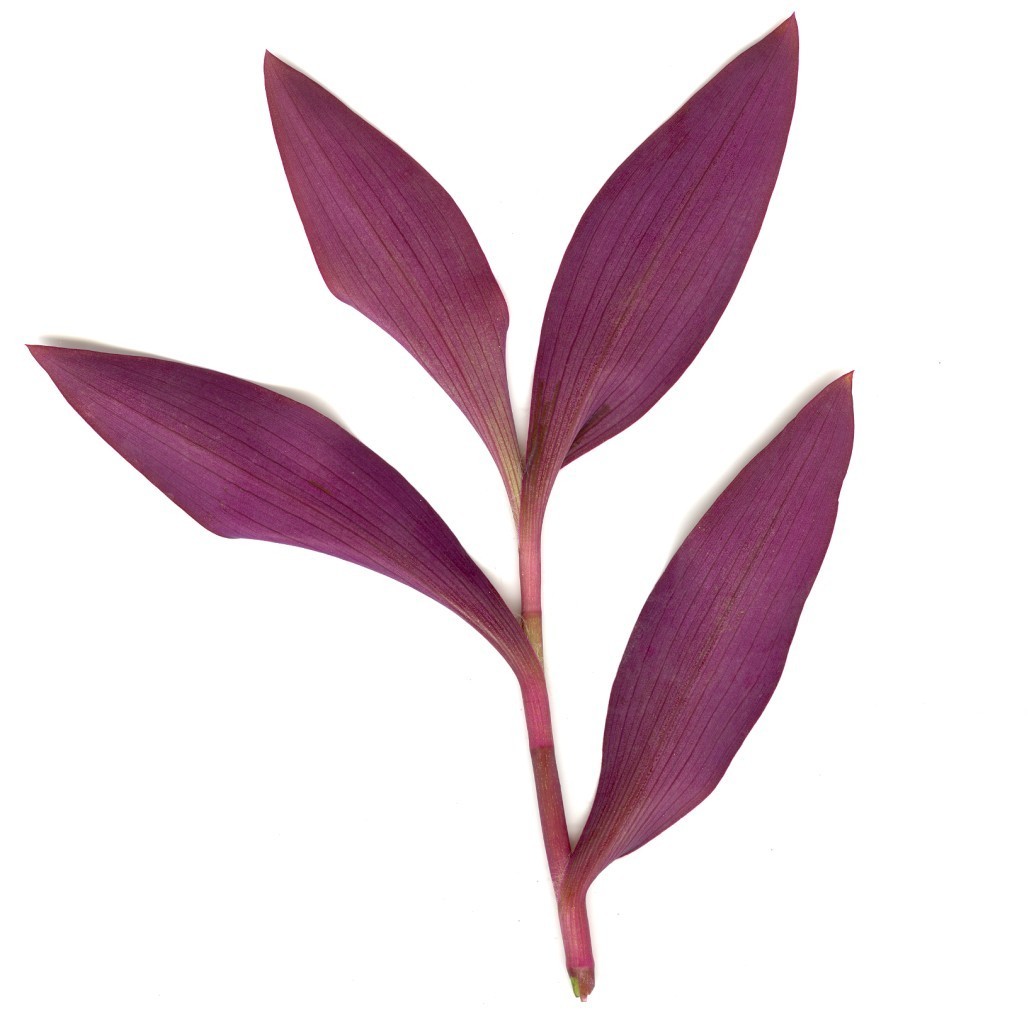
T. pallida fulles, cara inferior
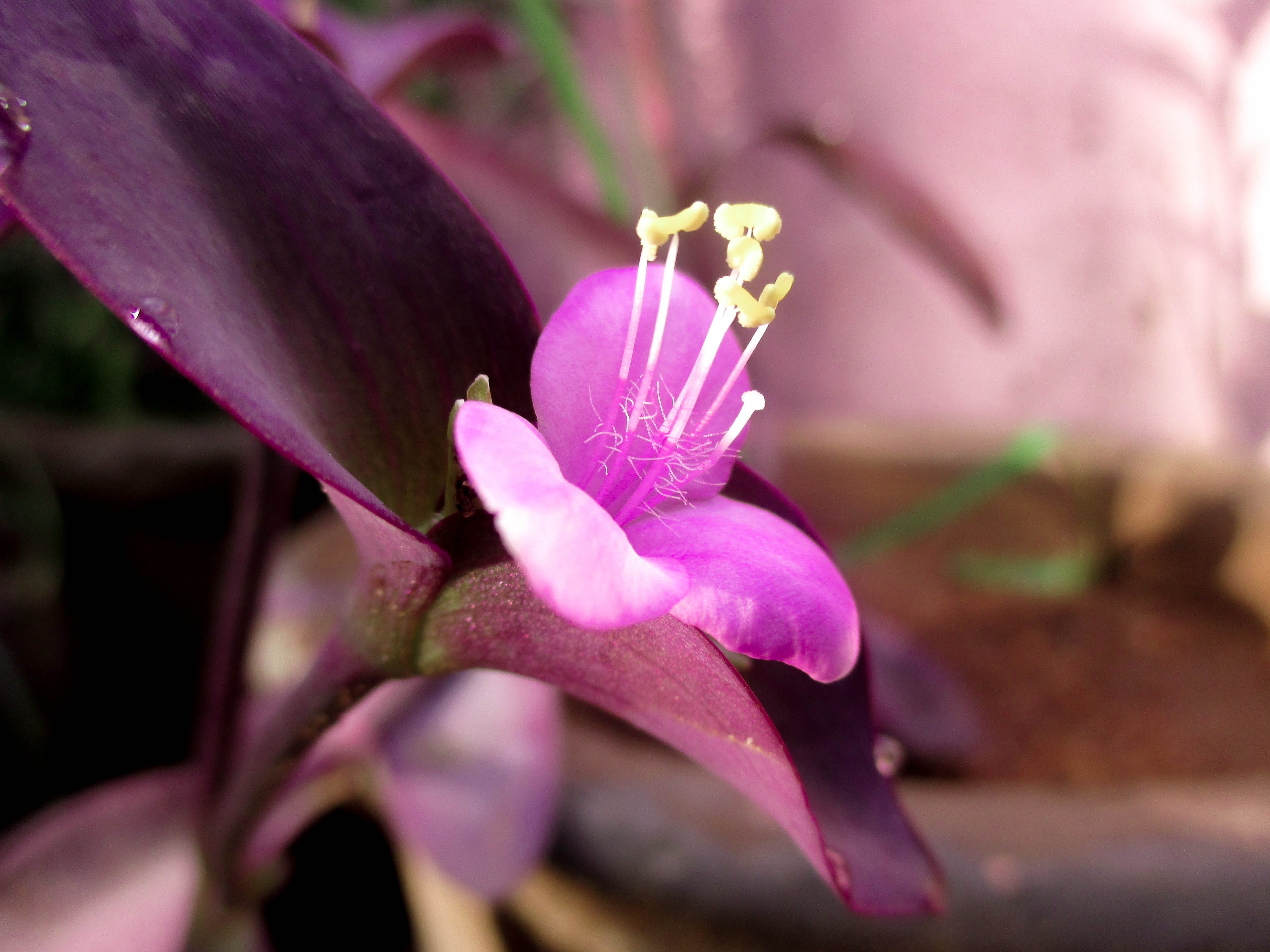
T.Pallida, flor